# Pilar (kommun i Brasilien, Paraíba, lat -7,26, long -35,27)
Pilar är en kommun i Brasilien.   Den ligger i delstaten Paraíba, i den östra delen av landet, 1 700 km nordost om huvudstaden Brasília. Antalet invånare är 11 191. Arean är 101 kvadratkilometer.
Terrängen i Pilar är platt.
Följande samhällen finns i Pilar:
- Pilar

Omgivningarna runt Pilar är en mosaik av jordbruksmark och naturlig växtlighet. Runt Pilar är det ganska tätbefolkat, med 120 invånare per kvadratkilometer.